# Nery Mantey Niangkouara
Nery Mantey Niangkouara (en grec moderne : Νέρι Νιαγκουάρα, née le 14 mars 1983 à Athènes) est une nageuse grecque spécialiste des épreuves de nage libre en sprint (50 et 100 mètres). En plus de ses trois podiums européens, elle a pris la sixième place du 100 mètres nage libre des Jeux olympiques de 2004 à Athènes.

## Palmarès

### Championnats d'Europe

#### Grand bassin
- Championnats d'Europe 2004 à Madrid (Espagne) :
  -  Médaille de bronze du 100 m nage libre

- Championnats d'Europe 2006 à Budapest (Hongrie) :
  -  Médaille de bronze du 100 m nage libre.

- Championnats d'Europe 2012 à Debrecen (Hongrie) :
  -  Médaille de bronze du 50 m nage libre.